# هيرمان رودولف
هيرمان رودولف (بالألمانية: Hermann Rudolf Schaum)‏ (و. 1819 – 1865 م) هو عالم حشرات من ألمانيا . ولد في غلاوخاو .
توفي في بون، عن عمر يناهز 46 عاماً.

## التعليم
تعلم في جامعة لايبتزغ